# Panagia Chalkeon

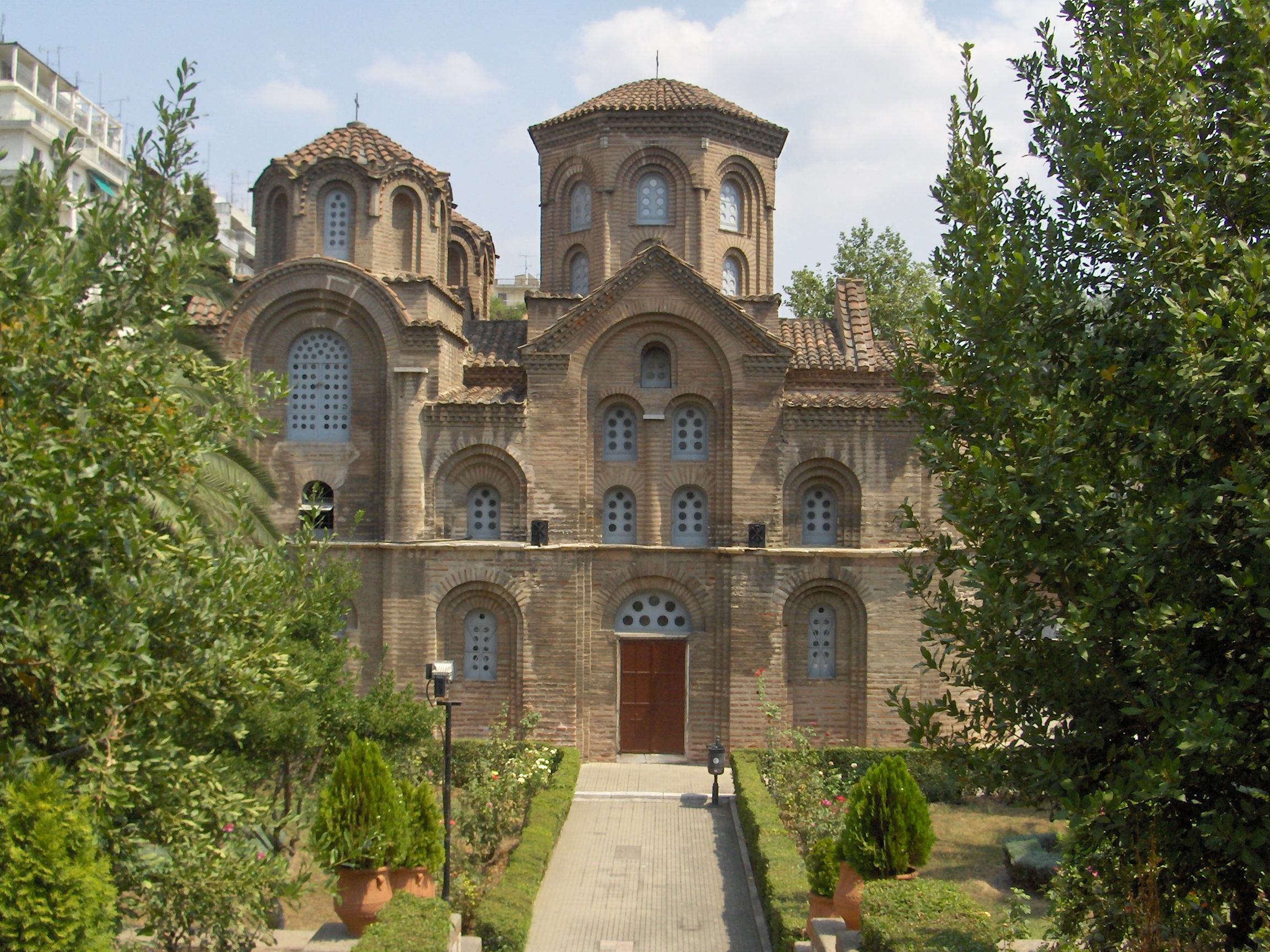
Panagia Chalkeon

Die Kirche Panagia Chalkeon (griechisch Παναγία των Χαλκέων Panagia ton Chalkeon, Jungfrau der Kupferschmiede) in Thessaloniki ist eine byzantinische Kirche aus dem 11. Jahrhundert. Die am Dikastirion-Platz nördlich der Egnatia-Straße im ehemaligen Quartier der Kupferschmiede gelegene Kirche ist seit 1988 Teil des UNESCO-Welterbes (Frühchristliche und byzantinische Bauten in Thessaloniki).

## Geschichte
Die im Jahr 1028 geweihte Kirche geht auf den Protospatarios und Katepano (höherer Offizier und Statthalter) der Langobardia (Apulien) und seine Frau Maria Katakalis zurück (Stifterinschrift am Westeingang). Die Stifterinschrift nennt die Lage an einem „früher schändlichen Ort“ (πρην βέβηλος τόπος), was vermuten lässt, dass sich hier früher ein griechischer Tempel befand. Während der Türkenherrschaft wurde die Kirche in eine Moschee (Kazancılar Camii) umgewandelt.
1972 widmete die Griechische Post der Kirche eine Briefmarke zu 4,50 Drachmen.

## Bau und Ausstattung

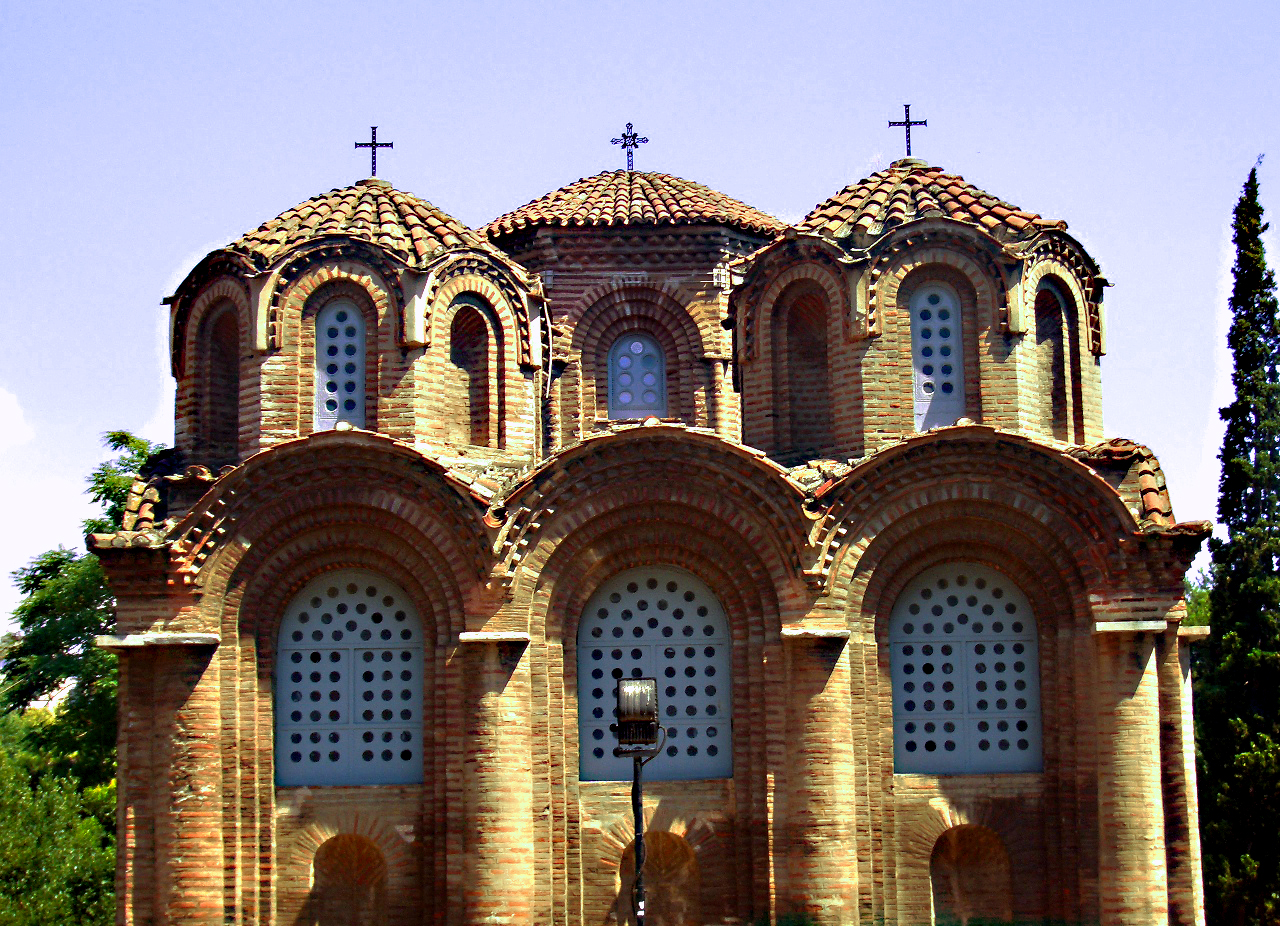

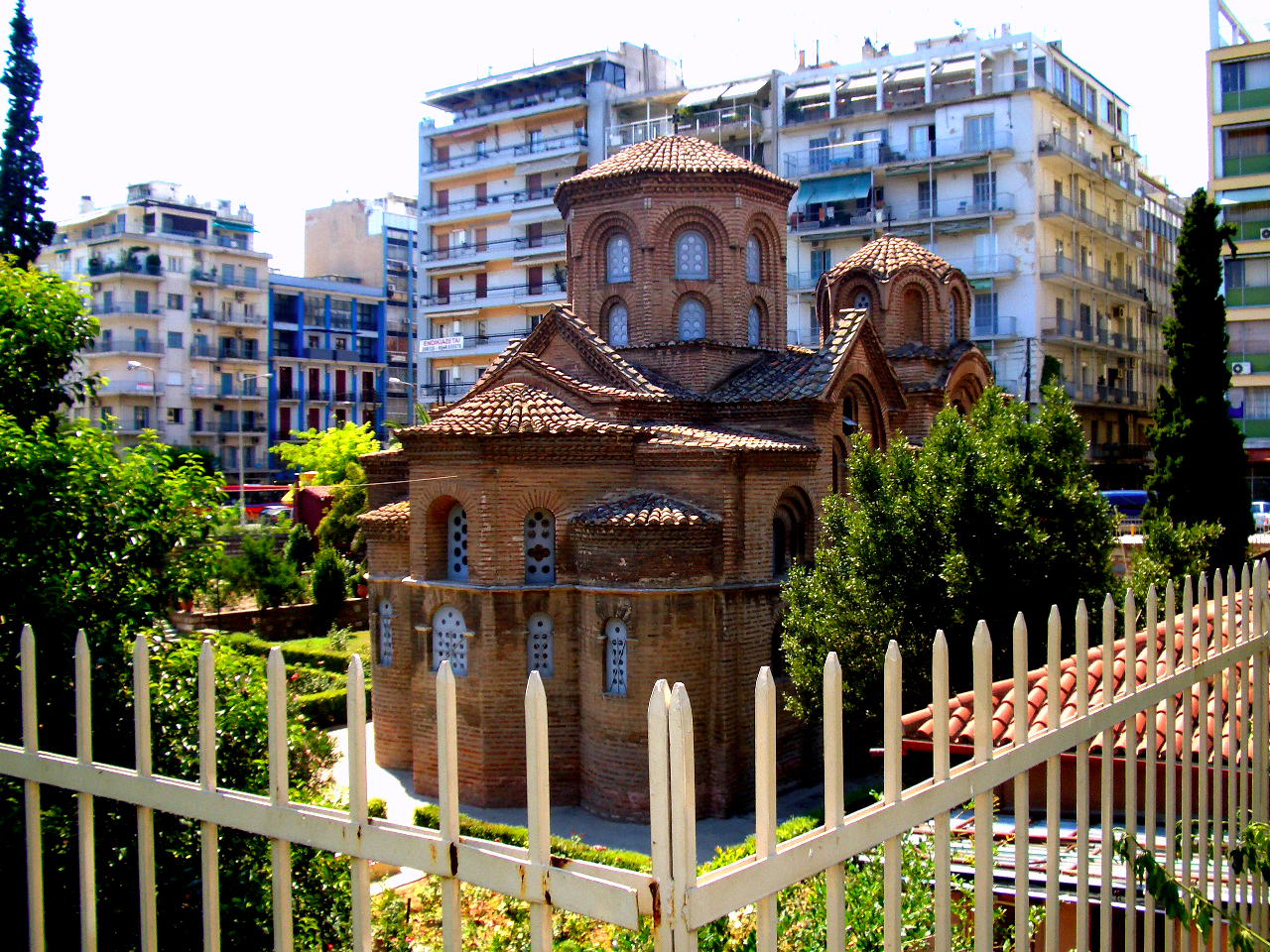
Ansicht von Nordosten

Der aus Backsteinen (daher auch „Rote Kirche“, Kokkini Ekklisia) nach dem klassischen Plan einer Kreuzkuppelkirche über einem griechischen Kreuz errichtete Bau weist vier Säulen mit Trapezkapitellen und drei Kuppeln (eine Zentralkuppel mit hohem Tambour und zwei über dem zweistöckigen Narthex) auf. Im Osten ist das Hieron mit einer dreiseitig geschlossenen Apsis und zwei Nebenräumen angefügt. Das Äußere mit Spitzgiebeln ist mit verschiedenen Bögen und Pilastern geschmückt, in denen sich der Einfluss der Architektur der Hauptstadt Konstantinopel erkennen lässt. Im Inneren ist die ursprüngliche Ausstattung mit Marmorinkrustationen und Fresken weitgehend, wenn auch nicht in gutem Zustand, erhalten. Das Programm der Ausmalung umfasst Szenen aus dem christologischen Zyklus.